# Danh sách nhân vật trong Digimon Adventure

Ảnh chụp nhóm trẻ được chọn đầu tiên trong Digimon Adventure với các nhân vật làm nền:
Hàng trước từ trái sang phải: Elecmon, Hikari, Tailmon, Takeru và Patamon.
Hàng giữa: Gabumon, Yamato, Tentomon, Kōshirō, Sora, Piyomon, Taichi, Agumon, Mimi, Palmon, Jō, Gomamon.
Hàng sau: Gennai, Orgemon, Centarumon.

Digimon Adventure và Digimon Adventure 02 là hai phần đầu tiên của loạt anime Digimon. Digimon Adventure được phát sóng tại Nhật Bản từ ngày 7 tháng 3 năm 1999 đến ngày 26 tháng 3 năm 2000 và tiếp theo đó là Digimon Adventure 02 được phát sóng từ ngày 2 tháng 4 năm 2000 đến ngày 25 tháng 3 năm 2001. Nội dung phim kể về những chuyến phiêu lưu của những người bạn nhỏ được gọi là Những đứa trẻ được chọn cùng với Digimon đồng hành của mình đến Thế giới Kĩ thuật số và chống lại các quái thú gây hại thế giới này cũng như cả thế giới loài người. Một xê-ri phim điện ảnh gồm sáu phần được công chiếu vào ngày 25 tháng 11 năm 2015 đến ngày 6 tháng 5 năm 2018 với tên gọi Digimon Adventure tri..
Digimon Adventure: là bản làm lại của Digimon Adventure được phát sóng từ ngày 5 tháng 4 năm 2020.

## Những đứa trẻ được chọn

### Yagami Taichi và Agumon

Taichi trong Digimon Adventure (1999).

- Yagami Taichi (八神 太一 (Bát Thần Thái Nhất) Yagami Taichi?, Tai Kamiya) là nhân vật chính trong Digimon Adventure, Digimon Adventure: và Digimon Adventure tri., đồng thời còn là người đứng đầu nhóm những người được tuyển chọn đầu tiên. Cậu là học sinh lớp 5, đồng thời còn là thành viên ưu tú của đội bóng đá trường tiểu học Odaiba và còn rất thân với người bạn cùng câu lạc bộ là Sora. Dù mang tố chất của một người thủ lĩnh nhưng Taichi vẫn còn bốc đồng nên nhiều lần cậu thường kéo theo cả nhóm bạn bị rơi vào tình thế nguy hiểm và cuối cùng cậu nhận ra sự cảm thông và lòng trắc ẩn sẽ giúp mình thành công hơn là sự gan dạ liều lĩnh. Đồng thời cậu sẵn sàng đặt lợi ích của nhóm bạn lên trên lợi ích riêng của bản thân và vì mọi người mà quên đi bản thân. Taichi thường được biết đến với kiểu tóc xù "phản trọng lực" kèm theo cặp kính bảo hộ đeo trên đầu.

Taichi sở hữu Huy chương Dũng khí (勇気の紋章 (Dũng khí với Huy chương) Yūki no Monshō). Digivice của cậu có màu cam khi hoạt động.
Diễn viên lồng tiếng Nhật cho Taichi là Fujita Toshiko trong hai mùa đầu, Hanae Matsuki trong phần tri. và Sanpei Yuuko trong bản làm lại; lồng tiếng Anh là Joshua Seth.
- Agumon (アグモン (A Cổ Thú) Agumon?) là Digimon đồng hành của Taichi. Cả hai đều phối hợp với nhau mà chiến đấu khi nhóm bạn gặp nguy hiểm. Khác với Taichi, Agumon thường cẩn trọng hơn nhiều thậm chí ngay cả người đồng hành của mình không chịu nghe những lời khuyên của mình. Mặc dù vậy, nó có thể theo sau và bảo vệ cậu trong suốt cuộc hành trình.

Kỹ năng chính của Agumon là Baby Flame sẽ phóng ra từ miệng quả cầu lửa màu đỏ cam.
Diễn viên lồng tiếng Nhật cho Agumon là Sakamoto Chika và lồng tiếng Anh là Michael Lindsay.
Cấp độ tiến hóa:
| Cấp độ       | Tên |
| ------------ | --- |
| Sơ sinh      | Botamon (ボタモン Botamon) |
| Ấu thơ       | Koromon (コロモン Koromon) |
| Trẻ con      | Agumon (アグモン Agumon) |
| Trưởng thành | Greymon (グレイモン Gureimon) |
| Hoàn hảo     | Metal Greymon (メタルグレイモン Metarugureimon) (Sử dụng Huy chương Dũng khí chỉ trong Adventure)                                                            |
| Hoàn hảo     | Skull Greymon (スカルグレイモン Sukarugureimon) (Tiến hóa bóng tối)                                                                                          |
| Hoàn hảo     | Metal Greymon (Virus) (メタルグレイモン（ウィルス種 Metarugureimon (Wirusu-shu)) (Tiến hóa bóng tối nhờ Vòng xoắn tà ác (イーブルスパイラル Ībiru Supairaru) |
| Hoàn hảo     | Metal Greymon: Alterous Mode (メタルグレイモン：アルタラウスモード Metarugureimon: Arutarausu Mōdo)                                                          |
| Cùng cực     | War Greymon (ウォーグレイモン Wōgureimon) |
| Cùng cực     | Blitz Greymon (ブリッツグレイモン Burittsugureimon) |
| Cùng cực     | Mugendramon (ムゲンドラモン Mugendoramon) (Tiến hóa bóng tối)                                                                                                |
| Cùng cực     | Omegamon (オメガモン Omegamon) (Hợp thể với Gabumon) |
| Cùng cực     | Omegamon: Merciful Mode (オメガモン：マーシフルモード Omegamon: Māshifuru Mōdo) (Kết hợp với các Digimon đồng hành còn lại)                                  |
| Cùng cực     | Agumon -Yūki no Kizuna- (アグモン －勇気の絆－) |
| Cùng cực     | Omegamon Alter-S (オメガモンAlter-S) |

### Ishida Yamato và Gabumon

Yamato trong Digimon Adventure (1999).

- Ishida Yamato (石田 ヤマト (Thạch Điền Đại Hòa) Ishida Yamato?, Matt Ishida) là nhân vật quan trọng thứ hai trong nhóm của Taichi. Cậu là anh của Takaishi Takeru và cũng rất thương em của mình. Kể từ khi cha mẹ mình ly hôn, Yamato sống với bố ở Odaiba trong khi Takeru theo mẹ về sinh sống ở Setagaya. Tuy nhiên, Yamato và Taichi thường xuyên bất hòa với nhau mỗi khi đưa ra quyết định chung cho cả nhóm, thậm chí cả hai còn có thể dùng bạo lực để giải quyết bất đồng. Vì cái tôi của bản thân quá lớn nên cũng có một vài lần Yamato tách nhóm một mình đi riêng. Yamato thường mang theo bên mình chiếc kèn harmonica để cậu sử dụng nó mỗi khi rảnh rỗi cũng như bản thân cậu có nhu cầu giải tỏa căng thẳng của bản thân. Lên trung học, Yamato còn là thành viên chủ chốt của nhóm nhạc TEEN-AGE WOLVES với vai trò là ca sĩ hát chính.

Yamato sở hữu Huy chương Tình bạn (友情の紋章 (Hữu tình với Huy chương) YūJō no Monshō). Digivice của cậu có màu xanh lam khi hoạt động.
Diễn viên lồng tiếng Nhật cho Yamato là Yamada Youto trong hai mùa đầu, Hosoya Yoshimasa trong phần tri. và Namikawa Daisuke trong bản làm lại; lồng tiếng Anh là Michael Reisz.
- Gabumon (ガブモン (Gia Bố Thú) Gabumon?) là Digimon đồng hành của Yamato. Gabumon thường xuyên khoác lên mình bộ da sói trong khi bản thân nó cũng là một Digimon bò sát như Agumon. Bản thân Gabumon rất nhút nhát và hoàn toàn không muốn trút bỏ bộ lông của mình nên không ai có thể biết được dạng trần của nó là như thế nào, chỉ trừ một lần Gabumon lấy bộ lông của mình sưởi ấm cho Yamato. Gabumon rất thích nghe tiếng kèn harmonica của Yamato

Kỹ năng chính của Gabumon là Petit Fire sẽ phóng ra từ miệng tia lửa màu xanh lam.
Diễn viên lồng tiếng Nhật cho Agumon là Yamaguchi Mayumi và lồng tiếng Anh là Kirk Thornton.
Cấp độ tiến hóa:
| Cấp độ       | Tên |
| ------------ | --- |
| Sơ sinh      | Punimon (プニモン Punimon)                                                                                                  |
| Ấu thơ       | Tsunomon (ツノモン Tsunomon)                                                                                                |
| Trẻ con      | Gabumon (ガブモン Gabumon)                                                                                                  |
| Trưởng thành | Garurumon (ガルルモン Garurumon)                                                                                            |
| Hoàn hảo     | Were Garurumon (ワーガルルモン Wāgarurumon) (Sử dụng Huy chương Tình bạn chỉ trong Adventure)                               |
| Hoàn hảo     | Were Garurumon: Sagittarius Mode (ワーガルルモン：サジタリウスモード Wāgarurumon: Sajitariusu Mōdo)                         |
| Cùng cực     | Metal Garurumon (メタルガルルモン Metarugarurumon)                                                                          |
| Cùng cực     | Cres Garurumon (クーレスガルルモン Kūresugarurumon)                                                                         |
| Cùng cực     | Omegamon (オメガモン Omegamon) (Hợp thể với Agumon)                                                                         |
| Cùng cực     | Omegamon: Merciful Mode (オメガモン：マーシフルモード Omegamon: Māshifuru Mōdo) (Kết hợp với các Digimon đồng hành còn lại) |
| Cùng cực     | Gabumon -Yūjō no Kizuna- (ガブモン －友情の絆－)                                                                            |
| Cùng cực     | Omegamon Alter-S (オメガモンAlter-S)                                                                                        |

### Takenouchi Sora và Piyomon

Sora trong Digimon Adventure (1999).

- Takenouchi Sora (武之内 空 (Võ Chi Nội Không) Takenouchi Sora?) là một thành viên trong số những đứa trẻ được chọn, cũng là thành viên trong đội tuyển bóng đá của trường cùng với Taichi và Kōshirō. Dù là một cô bé nhưng Sora đều trông ra vẻ nam tính từ tính cách lẫn bên ngoài. Thế vậy trong hành trình, cô còn là một người chị để làm chỗ dựa cho Mimi, Takeru và Hikari mỗi khi không có Taichi, Yamato và Jō ở cạnh lúc này. Không những thế, Sora còn có thể hỗ trợ Taichi trong nhiều vấn đề quan trọng, nhất là việc tập hợp lại nhóm bạn đang phân tán rải rác sau khi Taichi bị hút về thế giới thực và trở lại thế giới số. Ngoài là thành viên đội bóng, Sora còn tham gia câu lạc bộ quần vợt cũng như theo mẹ mình cắm hoa nghệ thuật sau này.

Sora sở hữu Huy chương Tình yêu (愛情の紋章 (Ái tình với Huy chương) AiJō no Monshō). Digivice của cô có màu đỏ khi hoạt động.
Diễn viên lồng tiếng Nhật cho Sora là Mizutani Yuko trong hai mùa đầu, Mimori Suzuko trong phần tri. và Shiraishi Ryouko trong bản làm lại; lồng tiếng Anh là Colleen O'Shaughnessey.
- Piyomon (ピヨモン (Bỉ Khâu Thú) Piyomon?, Biyomon) là Digimon đồng hành của Sora. Piyomon mà một Digimon hòa đồng, nó không ngừng đeo bám Sora bất cứ lúc nào. Với bản tính thân thiện cộng thêm luôn thấu hiểu mọi chuyện, Piyomon đã giúp Sora thay đổi hoàn toàn từ những thứ tưởng chừng làm mình khó chịu thành những gì làm cho mình tốt hơn, nhất là cách cư xử của mẹ cô đối với cô.

Kỹ năng chính của Piyomon là Magical Fire, phóng ra ngọn lửa xanh lục vào đối thủ.
Diễn viên lồng tiếng Nhật cho Piyomon là Shigematsu Atori và lồng tiếng Anh là Tifanie Christun.
Cấp độ tiến hóa:
| Cấp độ       | Tên |
| ------------ | --- |
| Sơ sinh      | Nyokimon (ニョキモン Nyokimon)                                                                                              |
| Ấu thơ       | Pyocomon (ピョコモン Pyokomon)                                                                                              |
| Trẻ con      | Piyomon (ピヨモン Piyomon)                                                                                                  |
| Trưởng thành | Birdramon (バードラモン Bādoramon)                                                                                          |
| Hoàn hảo     | Garudamon (ガルダモン Garudamon) (Sử dụng Huy chương Tình yêu chỉ trong Adventure)                                          |
| Cùng cực     | Hououmon (ホウオウモン Hououmon)                                                                                            |
| Cùng cực     | Omegamon: Merciful Mode (オメガモン：マーシフルモード Omegamon: Māshifuru Mōdo) (Kết hợp với các Digimon đồng hành còn lại) |

### Izumi Kōshirō và Tentomon

Izumi Kōshirō trong Digimon Adventure (1999).

- Izumi Kōshirō (泉 光子郎 (Tuyền Quang Tử Lang) Izumi Kōshirō?, Izzy Izumi) là một thành viên trong số những đứa trẻ được chọn, cũng là thành viên trong đội tuyển bóng đá của trường cùng với Taichi và Sora. Kōshirō vốn đã mồ côi cha mẹ từ nhỏ nhưng cậu đã không biết phần lớn cuộc đời mình, nhưng khi phát hiện ra sự thật thì cậu ấy vẫn chấp nhận. Kōshirō dành hết thời gian của mình cho việc nghiên cứu máy tính, khi bị lạc vào thế giới số cậu ấy chỉ mang theo chiếc máy tính xách tay của mình. Kōshirō luôn tò mò về các bí ẩn dữ liệu trong thế giới số, nhưng cậu lại quá cứng nhắc trong việc hành động theo lý thuyết. Kōshirō là người hướng nội và ít khi tiếp xúc người khác. Là người thông minh, biết suy nghĩ trước khi hành động, cậu luôn bỏ qua sự bồng bột của các thành viên trong nhóm.

Kōshirō sở hữu Huy chương Tri thức (知識の紋章 (Tri thức với Huy chương) Chishiki no Monshō). Digivice của cậu có màu tía khi hoạt động.
Diễn viên lồng tiếng Nhật cho Kōshirō là Tenjin Umi trong hai mùa đầu, Tamura Mutsumi trong phần tri. và Kobayashi Yumiko trong bản làm lại; lồng tiếng Anh là Mona Marshall.
- Tentomon (テントモン (Giáp Trùng Thú) Tentomon?) là Digimon đồng hành của Kōshirō. Cũng giống như cậu, Tentomon còn có tính tò mò, ngoài ra còn rất lém lỉnh và thông minh. Tuy nhiên, Tentomon còn quan tâm đến những người xung quanh bất kì lúc nào, ngay cả khi Kōshirō mải tập trung giải mã bí ẩn ở thế giới số đến nỗi không thèm để ý đến mọi chuyện đang xảy ra.

Kỹ năng chính của Tentomon là Petit Thunder sẽ phóng ra tia điện từ cặp ria của nó.
Diễn viên lồng tiếng Nhật cho Tentomon là Sakurai Takahiro và lồng tiếng Anh là Jeff Nimoy.
Cấp độ tiến hóa:
| Cấp độ       | Tên |
| ------------ | --- |
| Sơ sinh      | Bubbmon (バブモン Babumon)                                                                                                  |
| Ấu thơ       | Mochimon (モチモン Mochimon)                                                                                                |
| Trẻ con      | Tentomon (テントモン Tentomon)                                                                                              |
| Trưởng thành | Kabuterimon (カブテリモン Kabuterimon)                                                                                      |
| Hoàn hảo     | Atlur Kabuterimon (アトラーカブテリモン Atorākabuterimon) (Sử dụng Huy chương Tri thức chỉ trong Adventure)                 |
| Cùng cực     | Herakle Kabuterimon (ヘラクルカブテリモン Herakurukabuterimon)                                                              |
| Cùng cực     | Omegamon: Merciful Mode (オメガモン：マーシフルモード Omegamon: Māshifuru Mōdo) (Kết hợp với các Digimon đồng hành còn lại) |

### Tachikawa Mimi và Palmon

Mimi trong Digimon Adventure (1999).

- Tachikawa Mimi (太刀川 ミミ (Thái Đao Xuyên Mĩ Mĩ) Tachikawa Mimi?) là một thành viên trong số những đứa trẻ được chọn của Taichi. Là con một trong gia đình nên Mimi được nuông chiều hết mực, nên cô rất thích được người khác nuông chiều thậm chí còn gây khó dễ cho người khác bằng những đòi hỏi thái quá của mình. Mimi không thích chiến đấu vì không muốn ai phải thương vong, thế nhưng sau một lần tách nhóm với Jō để rồi phải đối mặt với các cuộc chiến riêng lẻ, cô buộc phải chiến đấu vì muốn bảo vệ bạn bè của mình. Trong hành trình, Mimi thường xuyên than vãn về những khó khăn gặp phải trong nhóm, nhưng lại rất ngọt ngào và nhạy cảm với những người trong nhóm.

Mimi sở hữu Huy chương Tinh khiết (純真の紋章 (Thuần chân với Huy chương) Junshin no Monshō). Digivice của cô có màu xanh lục khi hoạt động.
Diễn viên lồng tiếng Nhật cho Mimi là Maeda Ai trong hai mùa đầu, Yoshida Hitomi trong phần tri. và Kouno Marika trong bản làm lại; lồng tiếng Anh là Philece Sampler.
- Palmon (パルモン (Ba Lỗ Thú) Parumon?) là Digimon đồng hành của Mimi. Palmon cũng còn bản tính trẻ con, thích được nuông chiều như Mimi nhưng bù lại nó còn đủ chín chắn để giúp cho cô bạn đồng hành của mình biết những gì cần làm cần tránh. Thế nhưng, Mimi tránh bố mẹ mình thấy Palmon và cho là nó không có thẩm mĩ, về sau Mimi dần nhận ra một cái nhìn khác khi Togemon tiến hóa lên Lilimon.

Kỹ năng chính của Palmon là Poison Ivy, vươn dài đôi bàn tay và tóm lấy và làm tê liệt đối thủ.
Diễn viên lồng tiếng Nhật cho Palmon là Mizowaki Shihomi và lồng tiếng Anh là Anna Garduno.
Cấp độ tiến hóa:
| Cấp độ       | Tên |
| ------------ | --- |
| Sơ sinh      | Yuramon (ユラモン Yuramon)                                                                                                  |
| Ấu thơ       | Tanemon (タネモン Tanemon)                                                                                                  |
| Trẻ con      | Palmon (パルモン Parumon)                                                                                                   |
| Trưởng thành | Togemon (トゲモン Togemon)                                                                                                  |
| Trưởng thành | Ponchomon (ポンチョモン Ponchomon)                                                                                          |
| Hoàn hảo     | Lilimon (リリモン Ririmon) (Sử dụng Huy chương Tinh khiết chỉ trong Adventure)                                              |
| Cùng cực     | Rosemon (ロゼモン Rozemon)                                                                                                  |
| Cùng cực     | Omegamon: Merciful Mode (オメガモン：マーシフルモード Omegamon: Māshifuru Mōdo) (Kết hợp với các Digimon đồng hành còn lại) |

### Kido Jō và Gomamon

Jō trong Digimon Adventure (1999).

- Kido Jō (城戸 丈 (Thành Hộ Trượng) Kido Jō?, Joe Kido) là người lớn tuổi nhất trong nhóm trẻ được chọn của Taichi. Jō sinh ra trong một gia đình có trình độ học thức cao, như hai anh trai của mình, cậu coi việc học là rất quan trọng. Thực tế Jō đã lên kế hoạch luyện thi vào một trường cấp 2 nhưng phải đi trại hè cùng với nhóm dù cậu không muốn đi. Vậy nên dù đi đâu nhưng Jō cũng chỉ nghĩ đến việc học. Là người lớn tuổi nhất trong nhóm nên Jō luôn nghĩ mình có trách nhiệm bảo vệ cho tất cả thành viên trong nhóm. Vì bản tính khá nhút nhát và hay hoảng sợ của mình, các thành viên trong nhóm luôn trêu chọc cậu, nhất là Gomamon. Thế nhưng họ vẫn luôn đặt sự tin tưởng cao nhất lên Jō.

Jō sở hữu Huy chương Chân thành (誠実の紋章 (Thành thực với Huy chương) Seijitsu no Monshō). Digivice của cậu có màu xám khi hoạt động.
Diễn viên lồng tiếng Nhật cho Jō là Kikuchi Masami trong hai mùa đầu, Ikeda Junya trong phần tri. và Kusao Takeshi lồng tiếng Anh là Michael Lindsay.
- Gomamon (ゴマモン (Ca Mã Thú) Gomamon?) là Digimon đồng hành của Jō. Gomamon là một Digimon tinh nghịch và năng động, nó hầu như thích thú với những gì nó bắt gặp. Trái ngược với người Jō, Gomamon thẳng thừng trêu chọc Jō mỗi khi khi cậu sợ sệt và nhát gan. Một khi Gomamon tiến hóa lên Ikkakumon đều có thể giúp nhóm Taichi di chuyển ở trên mặt nước.

Kỹ năng chính của Gomamon là Marching Fishes, ra lệnh cho đàn cá của mình tấn công kẻ địch hoặc hộ tống nhóm bạn Taichi.
Diễn viên lồng tiếng Nhật cho Gomamon là Takeuchi Junko và lồng tiếng Anh là R. Martin Klein.
Cấp độ tiến hóa:
| Cấp độ       | Tên |
| ------------ | --- |
| Sơ sinh      | Pitchmon (ピチモン Pichimon)                                                                                                |
| Ấu thơ       | Pukamon (プカモン Pukamon)                                                                                                  |
| Trẻ con      | Gomamon (ゴマモン Gomamon)                                                                                                  |
| Trưởng thành | Ikkakumon (イッカクモン Ikkakumon)                                                                                          |
| Hoàn hảo     | Zudomon (ズドモン Zudomon) (Sử dụng Huy chương Chân thành chỉ trong Adventure)                                              |
| Cùng cực     | Vikemon (ヴァイクモン Vaikumon)                                                                                             |
| Cùng cực     | Omegamon: Merciful Mode (オメガモン：マーシフルモード Omegamon: Māshifuru Mōdo) (Kết hợp với các Digimon đồng hành còn lại) |

### Takaishi Takeru và Patamon

Takeru trong Digimon Adventure (1999).

- Takaishi Takeru (高石 タケル, 高石 岳 (Cao Thạch Nhạc) Takaishi Takeru?, T.K Takaishi) là em trai của Yamato. Sau khi bố mẹ ly hôn, cậu theo mẹ về sinh sống ở Setagaya và từ đó Takeru mang họ mẹ thay vì họ cha như Yamato. Takeru là người lạc quan, vui vẻ và hòa đồng, cậu còn quá nhỏ để nhớ lại chuyện ly dị của cha mẹ nên không bị ảnh hưởng nhiều như Yamato. Là thành viên nhỏ nhất trong nhóm nên cậu luôn được sự chăm sóc đặc biệt của cả nhóm, nhưng là người tràn đầy hy vọng, luôn biến cái ác thành cái thiện, từ đó giúp nhóm vượt qua nhiều thử thách khó khăn. Sau khi Angemon hi sinh để tiêu diệt Devimon, từ đó Takeru nhận ra sức mạnh của bóng tối cũng như cái giá phải trả để tiêu diệt nó nên cậu rất dễ bị kích động mỗi khi tiêu diệt bóng tối hay đối mặt với người điều khiển nó.

Takeru sở hữu Huy chương Hy vọng (希望の紋章 (Hi vọng với Huy chương) Kibō no Monshō). Digivice của Takeru ban đầu có màu vàng khi hoạt động, sau đó biến đổi thành D-3 màu xanh lục và trắng khi cậu nhận thêm Digimental Hy vọng (希望のデジメンタル Kibō no Dejimentaru). Khi Angemon hợp thể tiến hóa với Ankylomon, D-3 của Takeru và Iori chuyển sang màu trắng và vàng.
Diễn viên lồng tiếng Nhật cho Takeru là Konishi Hiroko trong mùa đầu tiên, Yamamoto Taisuke trong mùa thứ hai, Enoki Junya trong phần tri. và Han Megumi trong bản làm lại; lồng tiếng Anh là Wendee Lee trong mùa đầu tiên và Doug Erholtz trong mùa thứ hai.
- Patamon (パタモン (Ba Đạt Thú) Patamon?) là Digimon đồng hành của Takeru. Patamon có ngoại hình giống một chú lợn bay, nó có đôi tai hình cánh dơi. Nhờ có đôi tai đó nó có thể bay được nhưng chậm hơn đi bộ rất nhiều. Patamon còn là một trong số Digimon thừa hưởng gen cổ. Patamon luôn rất ngoan ngoãn và rất biết bảo vệ Takeru, đồng thời, bản chất hồn nhiên của nó rất hợp với con người của Takeru.

Kỹ năng chính của Patamon là Air Shot, nó hút một lượng không khí vào rồi bắn ra đạn khí với áp suất cao.
Diễn viên lồng tiếng Nhật cho Patamon là Matsumoto Miwa và lồng tiếng Anh là Laura Summer.
Cấp độ tiến hóa:
| Cấp độ       | Tên |
| ------------ | --- |
| Sơ sinh      | Poyomon (ポヨモン Poyomon) |
| Ấu thơ       | Tokomon (トコモン Tokomon) |
| Trẻ con      | Patamon (パタモン Patamon) |
| Trưởng thành | Angemon (エンジェモン Enjemon) |
| Trưởng thành | Pegasmon (ペガスモン Pegasumon) (Áo giáp tiến hóa bằng Digimental Hy vọng trong Adventure 02 nhưng tiến hóa thông thường trong Adventure:) |
| Giáp chiến   | |
| Hoàn hảo     | Holy Angemon (ホーリーエンジェモン Hōrīenjemon) (Sử dụng Huy chương Hy vọng chỉ trong Adventure)                                           |
| Hoàn hảo     | Shakkoumon (シャッコウモン Shakkoumon) (Đồng hợp tiến hóa với Ankylomon)                                                                   |
| Cùng cực     | Seraphimon (セラフィモン Serafimon) |
| Cùng cực     | Black Seraphimon (ブラックセラフィモン Burakkuserafimon)                                                                                   |
| Cùng cực     | Goddramon (ゴッドドラモン Goddodoramon) |
| Cùng cực     | Omegamon: Merciful Mode (オメガモン：マーシフルモード Omegamon: Māshifuru Mōdo) (Kết hợp với các Digimon đồng hành còn lại)                |

### Yagami Hikari và Tailmon

Hikari trong Digimon Adventure (1999).

- Yagami Hikari (八神 ヒカリ (Bát Thần Quang) Yagami Hikari?, Kari Kamiya) là em gái của Taichi. Cô không thể đi trại hè vì cảm lạnh nhưng ngày hôm sau trong khi nhóm Taichi tìm đứa trẻ được chọn thứ 8 mà không ngờ chính Hikari là đứa trẻ mà nhóm Taichi đang tìm kiếm. Hikari là người rất cởi mở và khoan dung khi cô bị thương do digimon của anh mình.Không những thế cô còn rất dũng cảm khi một mình chạy đến chỗ Vamdemon và Tailmon, luôn mong muốn làm những việc vì lợi ích của mọi người xung quanh, mặc dù là người nhỏ nhất nhóm nhưng Hikari không bao giờ làm cho người khác cảm thấy phiền lòng và lo lắng cho mình.

Hikari sở hữu Huy chương Ánh sáng (光の紋章 (Quang với Huy chương) Hikari no Monshō). Digivice của Hikari ban đầu có màu hồng khi hoạt động, sau đó biến đổi thành D-3 màu hồng và trắng khi cô nhận thêm Digimental Ánh sáng (光のデジメンタル Hikari no Dejimentaru). Khi Tailmon hợp thể tiến hóa với Aquilamon, D-3 của Hikari và Miyako chuyển sang màu trắng và đỏ.
Diễn viên lồng tiếng Nhật cho Hikari là Araki Kae trong hai mùa đầu, Ichimichi Mao (M.A.O) trong phần tri. và Watada Misaki trong bản làm lại; lồng tiếng Anh là Lara Jill Miller.
- Tailmon (テイルモン (Địch Lộ Thú) Teirumon?, Gatomon) là Digimon đồng hành của Hikari. Tailmon là một Digimon Thánh Thú với chiếc đuôi mang nhẫn thần đặc trưng và nó sẽ bị giảm đi sức mạnh nếu không có chiếc nhẫn. Khác với nhóm Agumon, Tailmon bị rơi xuống lục địa khi còn là quả trứng Digi. Từ đó, Taimon phải tự đi tìm người đồng hành của mình rồi trở thành thuộc hạ của Vamdemon. Khi đến thế giới thực, Tailmon tìm ra Hikari là người mà mình cần tìm rồi quay lưng chống lại Vamdemon. Dù đó là một Digimon quý hiếm như Patamon nhưng Tailmon vẫn vui đùa như những chú mèo mình thường nên cũng hợp với bản chất điềm tĩnh của Hikari.

Kỹ năng chính của Tailmon là Neko Punch dùng móng vuốt sắc nhọn của mình cào về đối phương với độ sát thương lớn.
Diễn viên lồng tiếng Nhật cho Tailmon là Tokumitsu Yuka trong bản cũ và Sonazaki Mie trong bản làm lại; lồng tiếng Anh là Edie Mirman.
Cấp độ tiến hóa:
| Cấp độ       | Tên |
| ------------ | --- |
| Sơ sinh      | Yukimi Botamon (ユキミボタモン Yukimibotamon)                                                                               |
| Ấu thơ       | Nyaromon (ニャロモン Nyaromon)                                                                                              |
| Trẻ con      | Plotmon (プロットモン Purottomon)                                                                                           |
| Trưởng thành | Tailmon (テイルモン Teirumon)                                                                                               |
| Trưởng thành | Skull Knightmon (スクルナイトモン Sukurunaitomon)                                                                           |
| Giáp chiến   | Nefertimon (ネフェルティモン Neferutimon) (Áo giáp tiến hóa bằng Digimental Ánh sáng)                                       |
| Hoàn hảo     | Angewomon (エンジェウーモン Enjeūmon) (Sử dụng Huy chương Ánh sáng chỉ trong Adventure)                                     |
| Hoàn hảo     | Silphymon (シルフィーモン Shirufīmon) (Đồng hợp tiến hóa với Aquilamon)                                                     |
| Hoàn hảo     | Dark Knightmon (ダークナイトモン Dākunaitomon)                                                                              |
| Cùng cực     | Holydramon (ホーリードラモン Hōrīdoramon)                                                                                   |
| Cùng cực     | Ophanimon (オファニモン Ofanimon)                                                                                           |
| Cùng cực     | Ophanimon: Falldown Mode (オファニモン：フォールダウンモード Ofanimon Fōrudaun Mōdo) (Tiến hóa bóng tối)                    |
| Cùng cực     | Ordinemon (オルディネモン Orudinemon) (Hợp thể với Raguelmon)                                                               |
| Cùng cực     | Omegamon: Merciful Mode (オメガモン：マーシフルモード Omegamon: Māshifuru Mōdo) (Kết hợp với các Digimon đồng hành còn lại) |

### Motomiya Daisuke và V-mon
- Motomiya Daisuke (本宮 大輔 (Bổn Cung Đại Phụ) Motomiya Daisuke?, Davis Motomiya) là nhân vật chính trong Digimon Adventure 02, đồng thời còn là người đứng đầu nhóm những người được tuyển chọn thứ hai sau nhóm Taichi. Cậu là học sinh lớp 5, đồng thời còn là thành viên của đội bóng đá cùng với Taichi trước đây. Dù mang tố chất của một người thủ lĩnh như Taichi nhưng Daisuke lại rất thường xuyên để cảm xúc chi phối hành động của mình. Cậu là một con người rất cứng đầu, nhưng lại có một trái tim lớn và suy nghĩ rất lạc quan. Trong mối quan hệ với các bạn trong nhóm thì Daisuke có tình cảm đặc biệt với Hikari và luôn ghen tị với cách thân mật của Takeru dành cho Hikari và ngược lại, từ đây nhiều chuyện đã xảy ra với họ. Cũng giống như Taichi, Daisuke cũng được biết đến với cặp kính bảo hộ màu trắng đeo trên đầu, về sau cậu đeo cặp kính của Taichi sau khi cặp kính của cậu bị vỡ. Daisuke từng nằm trong số những đứa trẻ bị Vamdemon bắt để Tailmon nhận dạng đứa trẻ thứ 8 vào ba năm trước.

Daisuke sở hữu ba Digimental gồm: Digimental Dũng khí (勇気のデジメンタル Yūki no Dejimentaru), Digimental Tình bạn (友情のデジメンタル YūJō no Dejimentaru) và Digimental Kỳ tích (奇跡のデジメンタル Kiseki no Dejimentaru). Digivice D-3 của Daisuke có màu xanh lam và trắng, khi XV-mon hợp thể tiến hóa với Stingmon, D-3 của cậu và Ken chuyển sang màu lục đậm và lam.
Diễn viên lồng tiếng Nhật cho Daisuke là Kiuchi Reiko và lồng tiếng Anh là Brian Donovan.
- V-mon (ブイモン (Vi Tử Thú) Buimon?, Veemon) là Digimon đồng hành của Daisuke. Cũng giống như Agumon, V-mon rất hoạt bát và linh động, bên cạnh đó là sự trung thành tuyệt đối với người đồng hành cùng mình. V-mon rất thích ăn sô-cô-la. Cũng như Daisuke, V-mon rất thích Tailmon và thường cảm thấy khó chịu khi thấy Tailmon thân thiết với Patamon, bản thân nó cũng bị Daisuke ép tiến hóa lên Digimon Thiên thần như Patamon và Tailmon nhưng điều đó không xảy ra.

Kỹ năng chính của V-mon là V-mon Head dùng đầu của chính mình húc vào đối phương.
Diễn viên lồng tiếng Nhật cho V-mon là Noda Junko và lồng tiếng Anh là Derek Stephen Prince.
Cấp độ tiến hóa:
| Cấp độ       | Tên                                                                                                  |
| ------------ | --- |
| Sơ sinh      | Chicomon (チコモン Chikomon)                                                                         |
| Ấu thơ       | Chibimon (チビモン Chibimon)                                                                         |
| Trẻ con      | V-mon (ブイモン Buimon)                                                                              |
| Giáp chiến   | Fladramon (フレイドラモン Fureidoramon) (Áo giáp tiến hóa bằng Digimental Dũng khí)                  |
| Giáp chiến   | Lighdramon (ライドラモン Raidoramon) (Áo giáp tiến hóa bằng Digimental Tình bạn)                     |
| Giáp chiến   | Magnamon (マグナモン Magunamon) (Áo giáp tiến hóa bằng Digimental Kỳ tích)                           |
| Trưởng thành | XV-mon (エクスブイモン Ekusubuimon)                                                                  |
| Hoàn hảo     | Paildramon (パイルドラモン Pairudoramon) (Đồng hợp tiến hóa với Stingmon)                            |
| Cùng cực     | Imperialdramon (Dragon Mode) (インペリアルドラモン：ドラゴンモード Inperiarudoramon: Doragon Mōdo)   |
| Cùng cực     | Imperialdramon: Fighter Mode (インペリアルドラモン：ファイターモード Inperiarudoramon: Faitā Mōdo)   |
| Cùng cực     | Inperialdramon: Paladin Mode (インペリアルドラモン：パラディンモード Inperiarudoramon: Paradin Mōdo) |

### Inoue Miyako và Hawkmon
- Inoue Miyako (井ノ上 京 (Tỉnh Thượng Kinh) Inoue Miyako?, Yolei Inoue) là người lớn tuổi nhất trong nhóm trẻ được chọn của Daisuke. Tên của cô được viết khá giống Kyo trong Kyoto nhưng đọc là Miyako. Miyako phải hết sức lo cho cả nhóm, thậm chí cô còn phải thành trọng tài bất đắc dĩ mỗi khi Daisuke và Takeru có xích mích. Vì gia đình mở cửa hàng tiện lợi nên mỗi lần cả nhóm đến thế giới kĩ thuật số, cô đều mang theo đồ ăn thức uống từ cửa hàng của gia đình mình cho cả nhóm. Cũng giống như Mimi, Miyako cũng rất ngại chiến đấu nhưng sau lời động viên của Sora, cô mới mạnh dạn chiến đấu vì mọi người.Cũng giống như Kōshirō, Miyako cũng rất am hiểu nhiều về máy tính nên cô có thể sửa được máy tính. Miyako đã cùng những trẻ em toàn thế giới chứng kiến cuộc chiến trực tuyến giữa Omegamon và Diaboromon vào năm 2000, tức trong bối cảnh phim Our War Game.

Miyako sở hữu hai Digimental gồm: Digimental Tình yêu (愛情のデジメンタル AiJō no Dejimentaru) và Digimental Tinh khiết (純真のデジメンタル Junshin no Dejimentaru). Digivice D-3 của Miyako có màu đỏ và trắng, khi Aquilamon hợp thể tiến hóa với Tailmon, D-3 của cô và Hikari chuyển sang màu trắng và đỏ.
Diễn viên lồng tiếng Nhật cho Miyako là Natsuki Rio và lồng tiếng Anh là Tifanie Christun.
- Hawkmon (ホークモン (Ma Ưng Thú) Hōkumon?) là Digimon đồng hành của Miyako. Hawkmon có lối sống lạc quan, luôn nghĩ đến những điều tốt đẹp. Nó luôn trấn tĩnh tinh thần Miyako mỗi khi cô bé hoảng loạn và không ngừng động viên cho người đồng hành của mình phải mạnh mẽ dưới mọi tình huống.

Kỹ năng chính của Hawkmon là Feather Slash rút chiếc lông cắm trên đầu rồi phóng vào mục tiêu rồi quay trở về.
Diễn viên lồng tiếng Nhật cho Hawkmon là Tōchika Kōichi và lồng tiếng Anh là Neil Kaplan.
Cấp độ tiến hóa:
| Cấp độ       | Tên                                                                          |
| ------------ | ---------------------------------------------------------------------------- |
| Sơ sinh      | Pururumon (プルルモン Pururumon)                                             |
| Ấu thơ       | Poromon (ポロモン Poromon)                                                   |
| Trẻ con      | Hawkmon (ホークモン Hōkumon)                                                 |
| Giáp chiến   | Holsmon (ホロスモン Horosumon) (Áo giáp tiến hóa bằng Digimental Tình yêu)   |
| Giáp chiến   | Shurimon (シュリモン Shurimon) (Áo giáp tiến hóa bằng Digimental Tinh khiết) |
| Trưởng thành | Aquilamon (アクィラモン Aqiramon)                                            |
| Hoàn hảo     | Silphymon (シルフィーモン Shirufīmon) (Đồng hợp tiến hóa với Tailmon)        |

### Hida Iori và Armadimon
- Hida Iori (火田 伊織 (Hỏa Điền Y Chức) Hida Iori?, Cody Hida) là người nhỏ tuổi nhất trong nhóm trẻ được chọn của Daisuke. Iori thừa hưởng về sự ham học hỏi tìm tòi của Kōshirō và bản chất thành thật của Jō, đặc biệt cậu rất giỏi Kendo. Iori phải kiêng kị nói dối trong mọi trường hợp nào vì gia đình theo truyền thống về an ninh trật tự. Sau hai lần thấy Takeru bị kích động khi phải trực tiếp đấu đầu với Digimon Kaiser và Black WarGreymon cùng với sự giải đáp của Yamato nên Iori cũng nhận ra một phần nào đó trách nhiệm bảo vệ cả hai thế giới. Iori từng nằm trong số hành khách trên một chiếc máy bay được Garudamon cứu sau khi va chạm với Kuwagamon vào ba năm trước.

Iori sở hữu hai Digimental gồm: Digimental Tri thức (知識のデジメンタル Chishiki no Dejimentaru) và Digimental Chân thành (誠実のデジメンタル Seijitsu no Dejimentaru). Digivice D-3 của Miyako có màu vàng và trắng, khi Ankylomon hợp thể tiến hóa với Angemonmon, D-3 của cậu và Takeru chuyển sang màu trắng và vàng.
Diễn viên lồng tiếng Nhật cho Iori là Urawa Megumi và lồng tiếng Anh là Philece Sampler.
- Armadimon (アルマジモン (Xuyên Sơn Thú) Arumajimon?, Armadillomon) là Digimon đồng hành của Iori. Khác hẳn với vẻ nghiêm nghị của Iori, Armadimon hay lanh và rất lém lỉnh nhưng cũng khá trẻ con khi hờn giận một ai đó. Ngược lại nó cũng có tính tò mò không hơn không kém gì Tentomon. Điểm đặc biệt là Armadimon dùng giọng thổ âm vùng Nagoya nên mỗi câu thường kết thúc bằng daaya.

Kỹ năng chính của Armadimon là Rolling Stone cuộn tròn toàn bộ cơ thể lăn về mục tiêu.
Diễn viên lồng tiếng Nhật cho Armadimon là Urawa Megumi và lồng tiếng Anh là Robert Axelrod.
Cấp độ tiến hóa:
| Cấp độ       | Tên                                                                                 |
| ------------ | ----------------------------------------------------------------------------------- |
| Sơ sinh      | Tsubumon (ツブモン Tsubumon)                                                        |
| Ấu thơ       | Upamon (ウパモン Upamon)                                                            |
| Trẻ con      | Armadimon (アルマジモン Arumajimon)                                                 |
| Giáp chiến   | Digmon (ディグモン Digumon) (Áo giáp tiến hóa bằng Digimental Tri thức)             |
| Giáp chiến   | Submarimon (サブマリモン Sabumarimon) (Áo giáp tiến hóa bằng Digimental Chân thành) |
| Trưởng thành | Ankylomon (アンキロモン Ankiromon)                                                  |
| Hoàn hảo     | Shakkoumon (シャッコウモン Shakkoumon) (Đồng hợp tiến hóa với Angemon)              |

### Ichijōji Ken và Wormmon
- Ichijōji Ken (一乗寺 賢 (Nhất Thừa Tự Hiền) Ichijōji Ken?) là thành viên cuối cùng trong số những đứa trẻ được chọn của Daisuke. Dù mang nét mặt lạnh lùng nhưng Ken lại là một con người luôn điềm tĩnh trong mọi tình huống, trái ngược hẳn với Daisuke. Từ sự ghen tị do Osamu được khen nhiều hơn nên cậu đã vô tình gây ra cái chết cho chính người anh trai của mình. Sau khi trở thành Digimon Kaiser (デジモンカイザー (Số mã Hoàng đế) Dejimon Kaizā?, Digimon Emperor), nhân vật phản diện đầu tiên trong phần 2, cậu dần trở nên độc đoán nhưng sau đó cậu hối hận sau khi Wormmon hi sinh tính mạng để giúp cậu thức tỉnh. Về sau, giống như Hikari, Ken rất sợ vùng biển bóng tối khi cậu nghĩ đến nó nhưng cậu đã vượt qua nỗi sợ đó nhờ có sự động viên của Daisuke và nhóm bạn của mình. Giống như Kōshirō, Ken rất giỏi về mọi thứ, đặc biệt là toán, nhờ đó mà cậu từng cứu nhóm bạn khỏi bẫy của Archnemon. Ngoài ra, cậu có thể nói được tiếng Tây Ban Nha.

Ken sở hữu Huy chương Nhân Ái (優しさの紋章 Yasashisa no Monshō) và Digimental Nhân ái (優しさのデジメンタル Yasashisa no Dejimentaru). Ban đầu Digivice của Ken giống với Digivice của nhóm Taichi nhưng sau khi nhúng dưới nước ở vùng biển bóng tối, Digivice của cậu chuyển thành D-3 màu đen và xám. Khi Stingmon hợp thể tiến hóa với XV-mon, D-3 của Ken và Daisuke chuyển sang màu lục đậm và lam.
Diễn viên lồng tiếng Nhật cho Ken là Paku Romi và lồng tiếng Anh là Derek Stephen Prince.
- Wormmon (ワームモン (Trùng Trùng Thú) Wāmumon?) là Digimon đồng hành của Ken. Wormmon thường bị Ken đối xử thậm tệ, thậm chí còn không coi ra gì khi cậu còn là Digimon Kaiser. Sau khi Digimon Kaiser khước từ Wormmon để làm chủ một Digimon hỗn hợp do hắn tạo ra gọi là Chimeramon, Wormmon đạt nhiềm tin vào nhóm Daisuke và hi sinh cả tính mạng của mình để giúp Ken thức tỉnh.

Kỹ năng chính của Wormmon là Neba Neba Net phóng ra mạng nhện từ miệng vào đối phương.
Diễn viên lồng tiếng Nhật cho Wormmon là Takahashi Naozumi và lồng tiếng Anh là Paul St. Peter.
Cấp độ tiến hóa:
| Cấp độ       | Tên                                                                                                  |
| ------------ | --- |
| Sơ sinh      | Leafmon (リーフモン Rīfumon)                                                                         |
| Ấu thơ       | Minomon (ミノモン Minomon)                                                                           |
| Trẻ con      | Wormmon (ワームモン Wāmumon)                                                                         |
| Trưởng thành | Stingmon (スティングモン Sutingumon)                                                                 |
| Hoàn hảo     | Paildramon (パイルドラモン Pairudoramon) (Đồng hợp tiến hóa với XV-mon)                              |
| Cùng cực     | Imperialdramon (Dragon Mode) (インペリアルドラモン：ドラゴンモード Inperiarudoramon: Doragon Mōdo)   |
| Cùng cực     | Imperialdramon: Fighter Mode (インペリアルドラモン：ファイターモード Inperiarudoramon: Faitā Mōdo)   |
| Cùng cực     | Inperialdramon: Paladin Mode (インペリアルドラモン：パラディンモード Inperiarudoramon: Paradin Mōdo) |